# Wahlen zum Repräsentantenhaus der Vereinigten Staaten 1982
Die Wahlen zum Repräsentantenhaus der Vereinigten Staaten 1982 fanden am 2. November 1982. Die Wahlen waren Teil der allgemeinen Wahlen zum 98. Kongress der Vereinigten Staaten in jenem Jahr, bei denen auch ein Drittel der US-Senatoren gewählt wurden. Da die Wahlen etwa in der Mitte der ersten Amtszeit des Republikanischen Präsidenten Ronald Reagan stattfanden (Midterm Election), galten sie auch als Votum über die bisherige Politik des Präsidenten.
Die Zahl der zu wählenden Abgeordneten betrug 435. Die Sitzverteilung basierte auf der Volkszählung von 1980.
Bei den Wahlen ergab sich ein Gewinn der Demokraten, die den Republikanern 26 Sitze abnahmen und mit nun 269 Kongressabgeordneten ihre absolute Mehrheit ausbauten. Grund für diese Entwicklung war eine Wirtschaftskrise und eine damit verbundene vorübergehende Unbeliebtheit von Präsident Reagan und seiner Republikanischen Bundesregierung.

## Wahlergebnis
- Demokratische Partei 269 (243) Sitze
- Republikanische Partei 166 (192) Sitze

Gesamt: 435 (435)
In Klammern sind die Ergebnisse der letzten Wahl zwei Jahre zuvor. Veränderungen im Verlauf der Legislaturperiode, die nicht die Wahlen an sich betreffen, sind bei diesen Zahlen nicht berücksichtigt, werden aber im Artikel über den 98. Kongress im Abschnitt über die Mitglieder des Repräsentantenhauses bei den entsprechenden Namen der Abgeordneten vermerkt. Daher kommt es in den Quellen gelegentlich zu unterschiedlichen Angaben, da manchmal Veränderungen während der Legislaturperiode in die Zahlen eingearbeitet wurden und manchmal nicht. Das angeführte Wahlergebnis basiert auf der unten angeführten Quelle (Party Divisions).

## Weblink
- Party Divisions